# Veljko Despot
Veljko Despot (Beograd, 4. ožujka 1948.), hrvatski diskograf i novinar.
Urednik i producent diskografskih izdanja, vlasnik i direktor izdavačke diskografske tvrtke, dugogodišnji novinar i urednik u tisku, na radiju i televiziji. Ugledni član strukovnih udruga u Hrvatskoj i svijetu.
Zagrepčanin, od 1950. stalno živi u Zagrebu, s rodbinskim vezama u Zaostrogu, Zagrebu i Moskvi. Hrvat. Potječe iz obitelji intelektualaca, otac (Žarko, Zaostrog, 1921.) ugledni zagrebački gospodarstvenik, majka (Mirjana, Moskva, 1925.) violončelistica (klasa Antonia Janigra), kasnije glazbena pedagoginja - profesorica violončela, koja je odgojila plejadu hrvatskih violončelista. Obrazovanje: muzička škola (klavir), gimnazija, studirao pravo na Pravnom fakultetu u Zagrebu i komparativnu književnost i indologiju na Filozofskom fakultetu u Zagrebu.

## Novinarstvo
Karijeru je počeo s 18 godina, neposredno po završetku gimnazije. Prvi je novinar s ovih prostora koji se opredijelio za sustavno praćenje svjetske popularne glazbene scene.
Tekstove je počeo objavljivati u zagrebačkom "Plavom vjesniku". Bio je prvi novinar iz srednje i istočne Europe koji je intervjuirao Beatlese ("Plavi vjesnik", 17. travnja 1967.). Od tada redovito objavljuje u zagrebačkom tisku ("Plavi vjesnik", "Arena", "Studio", "Vjesnik"). Narednih godina intenzivno putuje, najčešće u London, radi svoje rane intervjue s glazbenim velikanima Pink Floyd, The Hollies, Bee Gees, Rolling Stones, Led Zeppelin, The Who, George Martin, Marc Bolan, prve takve na ovim prostorima, a kasnije i s mnogim drugim poznatim svjetskim rock galzbenicima.
Autor je brojnih radijskih priloga koje objavljuje od 1968. godine na Radio Zagrebu, ovdašnjih prvijenaca s područja rock glazbe i rock kulture.
Uz potporu središnjeg kluba "The Official Beatles Fan Club" iz Liverpoola, osniva 1968. godine u Zagrebu "Jugoslavenski Beatles Fan Club". Zamišljen kao vjerodostojno izvorište informacija na prostoru na kojemu su kronično nedostajale relevantne vijesti sa svjetske popularne glazbene scene, pa tako i o radu i aktivnostima već planetarno popularnih Beatlesa, ovaj klub okupljao je tisuće članova, ne samo s bivšeg jugoslavenskog prostora, već iz Poljske, bivše Čehoslovačke, Mađarske, Rumunjske, Bugarske i bivšeg SSSR-a. Gasi klub 1971. godine, po razlazu Beatlesa.
Piše od 1967. godine komentare za ovitke izdanja Jugotona.
Jedan je od pokretača i član uredništva časopisa "Pop Express", kultne hrvatske novine za pop kulturu, koja je izlazila u Zagrebu (1969. – 1970.). Redovito, ili povremeno, u njoj su objavljivali, a neki su i započeli svoje karijere, među najznačajnijim autorima hrvatskog novinarstva, fotografije, suvremene proze i pjesništva druge polovice XX. stoljeća.
Tada već predvodnik pop-rock novinarstva na ovim prostorima, od 1971. godine objavljuje i priloge u inozemstvu (engleski glazbeni tjednik "New Musical Express").
Tijekom 70-ih i 80-ih godina kontinuirano piše i objavljuje u časopisima "Studio" (uređuje glazbene stranice), "Džuboks", "Fokus", "Tina", "Trend", "Vjesnik" i u drugima.
Počinje suradnju s Radiotelevizijom Zagreb 1972. godine, koja traje u 80-im i 90-im godinama (HRT). Autor je mnogih osvrta, tv-reportaža, intervjua, portreta i drugih priloga s područja inozemnog popa i rocka, također prvih takve vrste na ovim prostorima, u emisijama "Zdravo mladi", "Stereovizija", "Nedjeljno popodne", "Kultura srca", "Crno-bijelo u boji" itd. Radi zasebne televizijske emisije i osobito zapažene serije portreta svjetski popularnih glazbenika. Bio je muzički urednik dramskog programa u televizijskim dramama (redatelj Mario Fanelli). Surađuje i s Radiotelevizijom Sarajevo, Radiotelevizijom Beograd i Radiotelevizijom Ljubljana.
Sredinom 70-ih godina prvi je iz svijeta donio na ove prostore muzičke spotove i počeo ih sustavno predstavljati u različitim televizijskim programima, inaugurirajući do tada nepoznatu formu glazbenog spota, najprije na Televiziji Zagreb, a zatim i na cjelokupnoj Jugoslavenskoj radio televiziji. Isto je učinio krajem 80-ih godina s prvim reklamnim oglašavanjem diskografskih izdanja na televiziji kod nas.

## Diskografija
S diskografskom kućom Jugoton 1967. godine potpisuje producentski ugovor, prvi takav ugovor u diskografiji u Hrvatskoj (potpisao ga je s prof. Vladom Seljanom, tadašnjim voditeljem programa u ovoj kući). Iste godine producira EP ploču "Dedicated To The One I Love" slovenske grupe Kameleoni, jednog od tada najpoznatijih pop/rock sastava u Jugoslaviji, a 1968. godine i njihovu EP ploču "Sunny Cry" sa snimkama za film "Sončni krik" legendarnog slovenskog redatelja Boštjana Hladnika.
Diskografijom se profesionalno počeo baviti 1974. godine, kada na poziv Jugotona, odnosno njegova direktora Slavka Kopuna i urednice za izdanja klasične glazbe Vide Ramuščak, dolazi u kuću tog tada najvećeg proizvođača i izdavača ploča u ovom dijelu Europe, gdje počinje uređivati program inozemnih izdanja. Zasniva svoj prvi stalni radni odnos i u Jugotonu ustanovljuje redakciju inozemnog programa, koju potom vodi punih 20 godina, do godine 1994. U tom razdoblju kuća doživljava izdavački uzlet inozemnog programa, a 80-ih i iznimnu koncentraciju etiketa i ponudu licencnog repertoara, gotovo bez premca u diskografskom poslovanju u svijetu. Licencnim ugovorima koje je osigurao za Jugoton ta je kuća u svojem katalogu imala gotovo 75% cjelokupne svjetske produkcije (major kompanije EMI, Warner Music, BMG, Decca, te Island, Chrysalis, Virgin, Motown i još desetine nezavisnih izdavača, ukupno preko 70 etiketa) i ostvarivala prodaju na jugoslavenskom tržištu između milijun i milijun i pol primjeraka LP ploča inozemnog repertoara godišnje. U njegovu sustavnu izboru i redakciji tijekom 20 godina izdavačkog rada realizirao je na ovom tržištu objavljivanje kompletnih kataloga Beatlesa, pa tako i Johna Lennona, Paula McCartneyja, Georgea Harrisona, Ringa Starra, zatim Davida Bowiea, Eltona Johna, Pink Floyd, sve albume ranih Rolling Stonesa, najvećim dijelom Elvisa Presleyja, kataloge Jefferson Airplane, ZZ Top, Queen, Roxy Music, Boba Marleyja, Jethro Tull, Procol Harum, Blondie, Talking Heads, Motörhead, Human League, Simple Minds, U2, The Pretenders, Billyja Idola, The Moody Blues, Mikea Oldfielda, Sex Pistols i mnogih drugih glazbenih umjetnika. Odabrao je u svojoj redakciji, a Jugoton objavio na tisuće albuma, singlova i video izdanja iz svjetske produkcije popularne glazbe, u vrlo posebnim ekonomskim, društvenim i kulturološkim okolnostima ovih prostora i šire, kada je to bilo od izuzetnog značenja za generacije koje su odrastale uz pop kulturu.
S pozicije voditelja inozemnog programa velike diskografske kuće često je inicirao i izravno posredovao u dovođenju mnogih glazbenih velikana na njihove prve koncerte u ovaj dio Europe, u Zagreb i druge gradove (Ljubljana, Sarajevo, Beograd): Deep Purple (1975.), Rolling Stones (1976.), Paul McCartney & Wings (1976.), Cat Stevens (1976.), Procol Harum (1976.), Jethro Tull (1976.), Boney M (1978.), Queen (1979.), Gang Of Four (1981.), Human League (1982.), Uriah Heep (1982.), Elton John (1984.), Dire Straits (1985.), Iron Maiden (1986.), Cliff Richard (1987.), David Bowie (1990., 1996., 1997.), Laurie Anderson (1990.), Eros Ramazzotti (1990., 1994.), Pet Shop Boys (1991.) i mnogih drugih. Godine 1988. doveo je Pet Shop Boys u Zagreb kako bi u obližnjem dvorcu Mokrice u Sloveniji snimili spot za svoj veliki hit singl „Heart“.
U tonskim studijima u svijetu i kod nas imao je rijetku privilegiju prisustvovati snimanjima najvećih umjetnika popularne glazbene scene, pa tako i nastajanju nekih od povijesnih albuma, poput "Sgt. Pepper's Lonely Hearts Club Band" Beatlesa (London, siječanj-ožujak 1967.), "Let It Bleed" Rolling Stonesa (London, 1969.), "Ummagumma" Pink Floyd (London, 1969.), ili "Homo volans" Arsena Dedića (Zagreb, 1973.), te mnogih drugih tijekom 70-ih, 80-ih i 90-ih godina, o čemu je objavio reportaže.
Imao je ponovo uspjeha u produkciji domaćeg programa, kada je diskografski vodio najveću rock grupu u zemlji Bijelo dugme na vrhuncu njihove karijere, u drugoj polovici 70-ih godina. Bio je urednik nekoliko njihovih najuspješnijih singlova ("Ne gledaj me tako i ne ljubi me više", "Tako ti je, mala moja, kad ljubi Bosanac", "Eto! Baš hoću!) i njihovih albuma "Šta bi dao da si na mom mjestu" (1975.) i "Eto! Baš hoću!" (1976.). Snimio ih je za Jugoton s Bijelim dugmetom u Londonu, osiguravši im snimanje u jednom od vodećih tonskih studija svijeta Air Studios slavnog producenta Georgea Martina, s vrhunskom ekipom – engleskim producentom, snimateljima, autorima i studijskim muzičarima. Oba albuma su među najznačajnijim i najprodavanijim albumima u povijesti diskografije ovih prostora.
Sredinom 80-ih godina u suradnji s američkom izdavačkom korporacijom RCA snima u Londonu i Zagrebu s kolegicom, Jugotonovom urednicom govornih izdanja, Ljerkom Marković-Gotovac hrvatsko izdanje u svijetu poznate pripovijetke "Snow Goose" ("Snježna guska") poznatog britanskog pisca Spikea Milligana, s hrvatskim glumcem Radom Šerbedžijom kao naratorom i Londonskim simfonijskim orkestrom, koje je kao govorni album na etiketi RCA objavio Jugoton.
Bio je na tisućama koncerata i predstava, od Zagreba ranih 60-ih godina i prvih Muzičkih biennala Zagreb, prvih velikih gostovanja u Hrvatskoj umjetnika klasične i popularne glazbe, s kojima se kao mladac već tada osobno sreo - (Antonio Janigro, John Cage, Igor Stravinski, Yehudi Menuhin, Svjatoslav Rihter, David Ojstrah, Mstislav Rostropovič, Arthur Rubinstein, Olivier Messiaen, Maja Pliseckaja, Louis Armstrong, Peppino di Capri, Little Tony, Johnny Dorelli, Matt Collins, Blood, Sweat & Tears) i drugih - do dvorana, klubova, kazališta, zatvorenih privatnih sessiona i stadiona širom svijeta, gdje je u svojim profesionalnim godinama na nastupima uživo doživio mnoge od najvećih umjetnika iz glazbene povijesti XX. stoljeća.
Sudjelovao je u radu stručnih žirija, od Festivala zabavnih melodija Zagreb 1970. do brojnih skupova u zemlji i konvencija svjetskih diskografa širom svijeta, u Europi, Aziji i Americi, na kojima je uvijek zastupao svoju kuću i zemlju. Prisustvuje gotovo svakom muzičkom sajmu MIDEM u Cannesu još od 1976. godine, Montreux Jazz Festivalu od 1987., IM&MC (International Music & Media Conference) u Amsterdamu od 1988., a učesnik je i prvog MIDEM-Asia sajma u Hong Kongu, 1995. godine. Susretao se, poslovao i pregovarao, družio, s najvećim poslovnim ljudima u svijetu diskografije (Richard Branson, Chris Blackwell, Gerry Bron, Rudi Gassner, Claude Nobs, Terry Ellis, Chris Wright, Tony Barrow, Derek Taylor i drugi), u glavnim sjedištima gotovo svih diskografskih koncerna – EMI (London), Warner Music (Los Angeles/New York), [[MCA Records]]/Universal (Los Angeles) i Sony Music (London), te u većini središnjih ureda drugih diskografskih kuća širom svijeta. Poslom je proputovao dobar dio svijeta, a samo u Londonu tih godina poslovno je boravio više od stotinu puta.

## Devedesete
Spoznaja da okružje showbusinessa živi posebnim životom, ali i da ono reagira na političke, društvene, kulturološke i ekološke katastrofe suvremenog svijeta, potakla ga je da na samom početku Domovinskog rata u Hrvatskoj upozna taj isti svijet zabave s genezom stradanja hrvatskog naroda. Krajem 1991. godine šalje osobni apel u svijet kojim je prizvao u pomoć sva svoja privatna i poslovna poznanstva nastala tijekom 25 godina novinarske i poslovne karijere. Uz poslovne partnere u diskografiji, ta su poznanstva uključivala i uredništva vodećih glazbenih novina i poslovnih tiskovina, te brojne svjetske umjetnike s kojima je imao izravni kontakt. Odaziv u zabrinutim odgovorima, podršci i hrabrenju, bio je vrlo velik i od značenja za domaću javnost. Došao je najprije iz najviših poslovnih krugova vodećih svjetskih diskografa, te humanitarnih organizacija i samih glazbenih umjetnika. Potaknuta upravo ovom akcijom velika američka folk umjetnica Joan Baez uputila je javni apel predsjedniku Sjedinjenih Američkih Država da podrži okončanje rata u Jugoslaviji ("Hrvatsko ratno pismo 1991./92.", Zavod za znanost o književnosti Filozofskog fakulteta u Zagrebu, Zagreb 1992.).
Odlazi 1994. godine iz Jugotona, tada već pretvorbom Croatia Records i osniva, te vodi vlastitu diskografsku kuću i etiketu Koncept VD, koja ekskluzivno zastupa repertoar inozemnih izdavačkih kuća BMG Music, [[MCA Records]], Geffen i GRP za ovu regiju. Bila je to prva privatna diskografska kuća takve repertoarske snage inozemnog programa u Hrvatskoj. Realizira svoje najsmionije poslovne zamisli, postavlja nove standarde poslovanja u hrvatskoj diskografiji i izdiže tvrtku u tada vodećeg izdavača inozemnog repertoara u Hrvatskoj i Sloveniji. Na domaćoj muzičkoj sceni za svoju kuću potpisuje ekskluzivne ugovore s grupom Soul Fingers (album "Very Live") i s Arsenom Dedićem (album "Ministarstvo"), koji na etiketi Koncept VD godine 1997. i 1998. osvajaju diskografske nagrade "Porin".
U 1999. godini nagrađuje ga Zavod za poslovna istraživanja iz Zagreba kao jednog od najuspješnijih poduzetnika, čija je tvrtka Koncept VD na temelju rezultata poslovanja u 1998. godini upisana u prvih 8% najvećih u Republici Hrvatskoj.

## Novo stoljeće
Po isteku licencih ugovora koje je Koncept VD imao s inozemnim izdavačima, od 1999. godine vodi tvrtku Simbol Music za poslove savjetovanja u vezi s poslovanjem i upravljanjem u diskografiji. Zastupa tvrtke i pojedine umjetnike pri zaključivanju poslovnih ugovora u diskografskom poslovanju, te ustupa usluge vođenja programskih poslova.
Za Croatia Records osniva i vodi (1999. – 2000.) ured za programske odnose s inozemstvom. U tom razdoblju ponovo je zastupnik ove kuće za programsko poslovanje s inozemstvom.
U godinama 2000. i 2001. direktor je diskografije u tvrtki Cantus, gdje vodi diskografsko izdavaštvo za tu izdavačku kuću Hrvatskog društva skladatelja. Niz vrhunskih hrvatskih izvođača ekskluzivno veže za kuću: Tony Cetinski, Goran Karan, Zorica Kondža, Arsen Dedić, Bruno Kovačić, Tamara Obrovac, Matija Dedić, Krešimir Blažević, Branko Bogunović, Zdenka Kovačiček, Boris Leiner i Hari Rončević. Vrlo brzo etiketu Cantus, s nevelikim katalogom izdanja širokog spektra glazbenih vrsta i vrsnih umjetnika, etablira kao uspješnu i drugačiju od drugih na hrvatskom diskografskom tržištu. Albumi gotovo svih ovih umjetnika zapaženi su, a mnogi su nominirani za nagrade "Porin". Većina ih je nagradu i osvojila među najboljim albumima iz godišnje hrvatske diskografske produkcije u te dvije godine.
Predsjednik je od 2002. godine i glavni izvršni direktor NewEurope Media & Entertainment Center korporacije NewEurope Corporation iz Floride, SAD, koja iz nove Europe, ujedinjene politički, ekonomski i monetarno, putem interneta, svojim radijskim programom, vlastitim televizijskim kanalom i distribucijom gotovih proizvoda radi na plasiranju na američko tržište najboljeg od europske glazbe, televizijskog, filmskog i koncertnog programa.
Jedan je od trojice pokretača hrvatske diskografske nagrade "Porin" (1993.). Prvih je godina član, a zatim i Predsjednik Upravnog odbora ove nagrade (1995./1996.).
Inicijator je i jedan od izvornih osnivača Hrvatske diskografske udruge (1995.). Bio je dopredsjednik i dugogodišnji član Upravnog odbora i Suda časti Udruge.
Suradnik je Hrvatskog leksikografskog zavoda.
Član je više domaćih i međunarodnih udruga, od Hrvatske glazbene unije do američke udruge National Geographic Society.
Od 1993. godine član je američke Nacionalne akademije diskografskih umjetnosti i nauka NARAS, danas "Recording Academy", čiji članovi glasaju za najprestižniju svjetsku nagradu u diskografskoj djelatnosti, "Grammy". Akademija u Los Angelesu izabrala ga je 2000. godine za člana tada novoustanovljene Latinske akademije diskografskih umjetnosti i nauka "La Academia Latina de la Grabación", odnosno, "Latin Academy of Recording Arts & Sciences" – LARAS, danas "Latin Recording Academy", čiji članovi biraju dobitnike "Latin Grammyja". U listopadu 2008. godine Akademija mu odaje posebnu počast za priznanje 15-godišnjem članstvu i potpori u edukaciji, promicanju i humanu služenju u misiji Akademije.
Nagrada Porin za životno djelo dodijeljena je Veljku Despotu za poseban doprinos diskografskoj industriji u Hrvatskoj na svečanoj završnoj večeri jubilarnog 20. Porina, koja je održana u Rijeci 11. svibnja 2013. godine. Ispred Instituta hrvatske glazbe nagradu je predao najveći hrvatski kantautor Arsen Dedić.
Hobi mu je umjetnost, svi njeni oblici, a posebno glazba. Sakuplja autograme, ploče, knjige i umjetničke slike, voli obitelj, more i životinje i još uvijek putovanja. Supruga Daniela, fotograf i tri sina, Filip, Luka i David, likovni su umjetnici, bave se dizajnom, novinstvom, slikanjem i filmom. Posljednjih godina živi i radi u Zagrebu i Rovinju.

## Vanjske poveznice
- Hrvatska diskografska udruga  Arhivirana inačica izvorne stranice od 28. rujna 2007. (Wayback Machine)
- NEWEUROPE Media & Entertainment Center  Arhivirana inačica izvorne stranice od 9. listopada 2007. (Wayback Machine)
- Dragutin Matošević o Veljku Despotu  Arhivirana inačica izvorne stranice od 2. travnja 2007. (Wayback Machine)